# Bletia catenulata
Bletia catenulata är en orkidéart som beskrevs av Hipólito Ruiz López och Pav.. Bletia catenulata ingår i släktet Bletia och familjen orkidéer. Inga underarter finns listade i Catalogue of Life.

## Bildgalleri

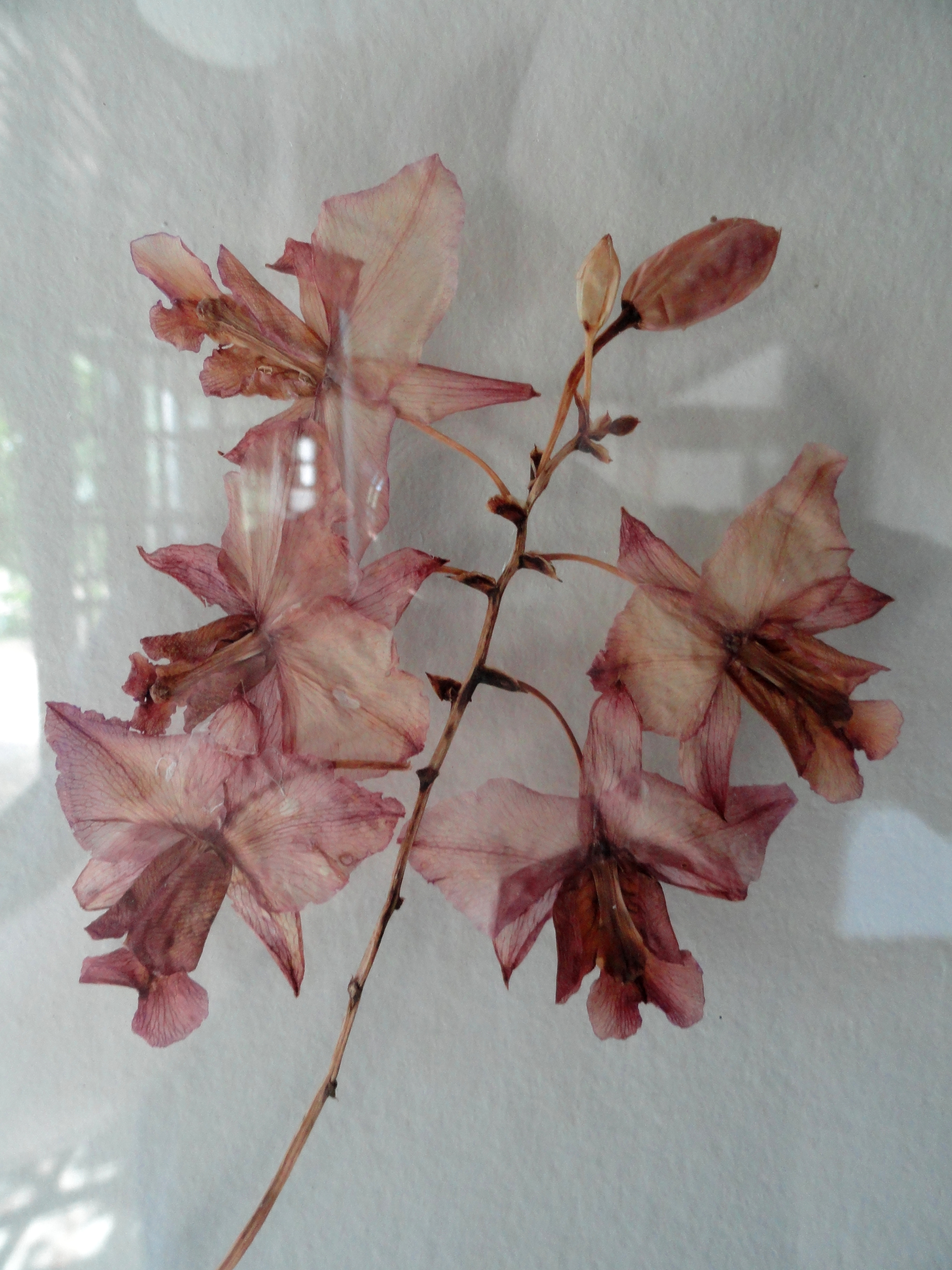
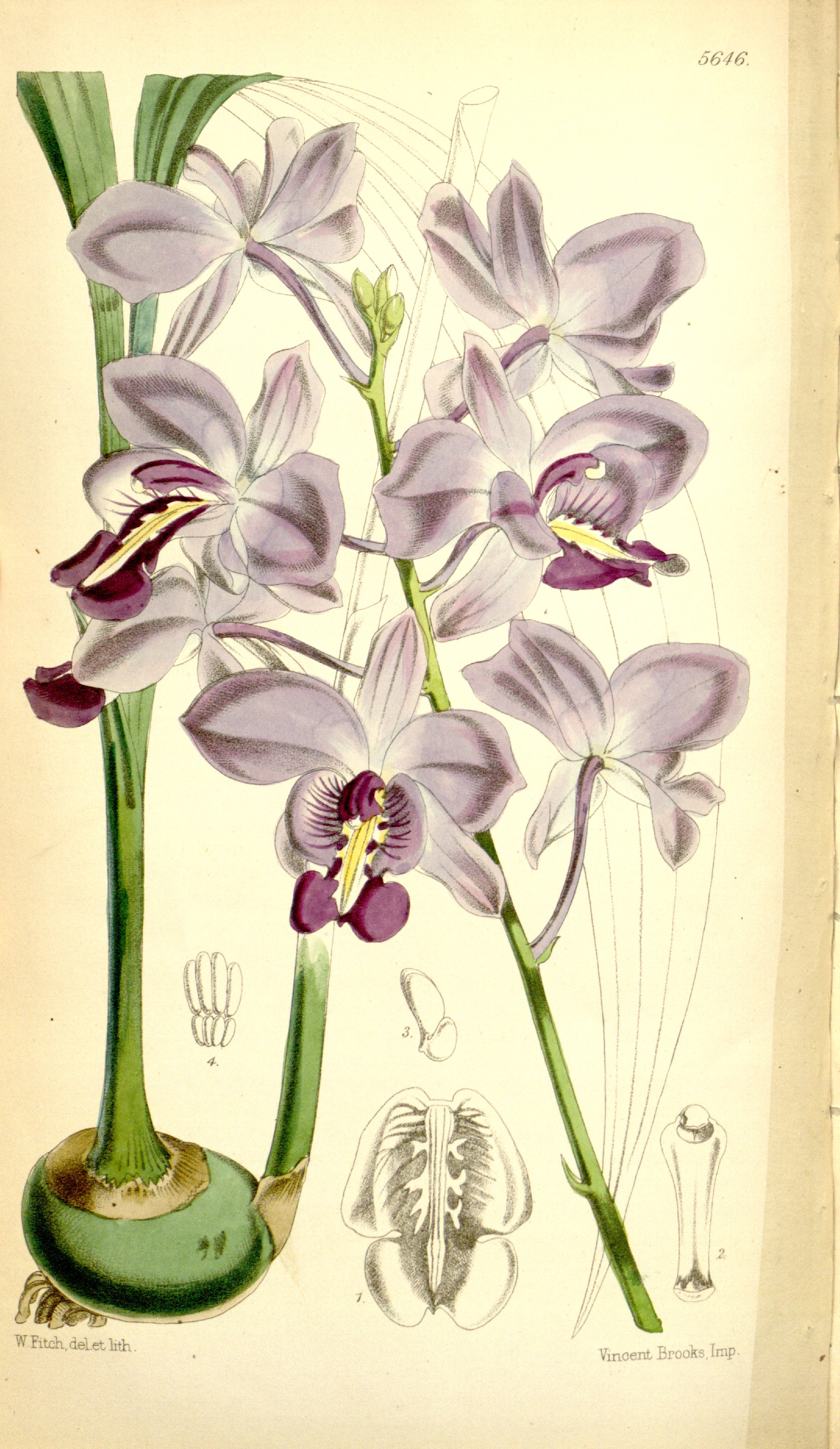
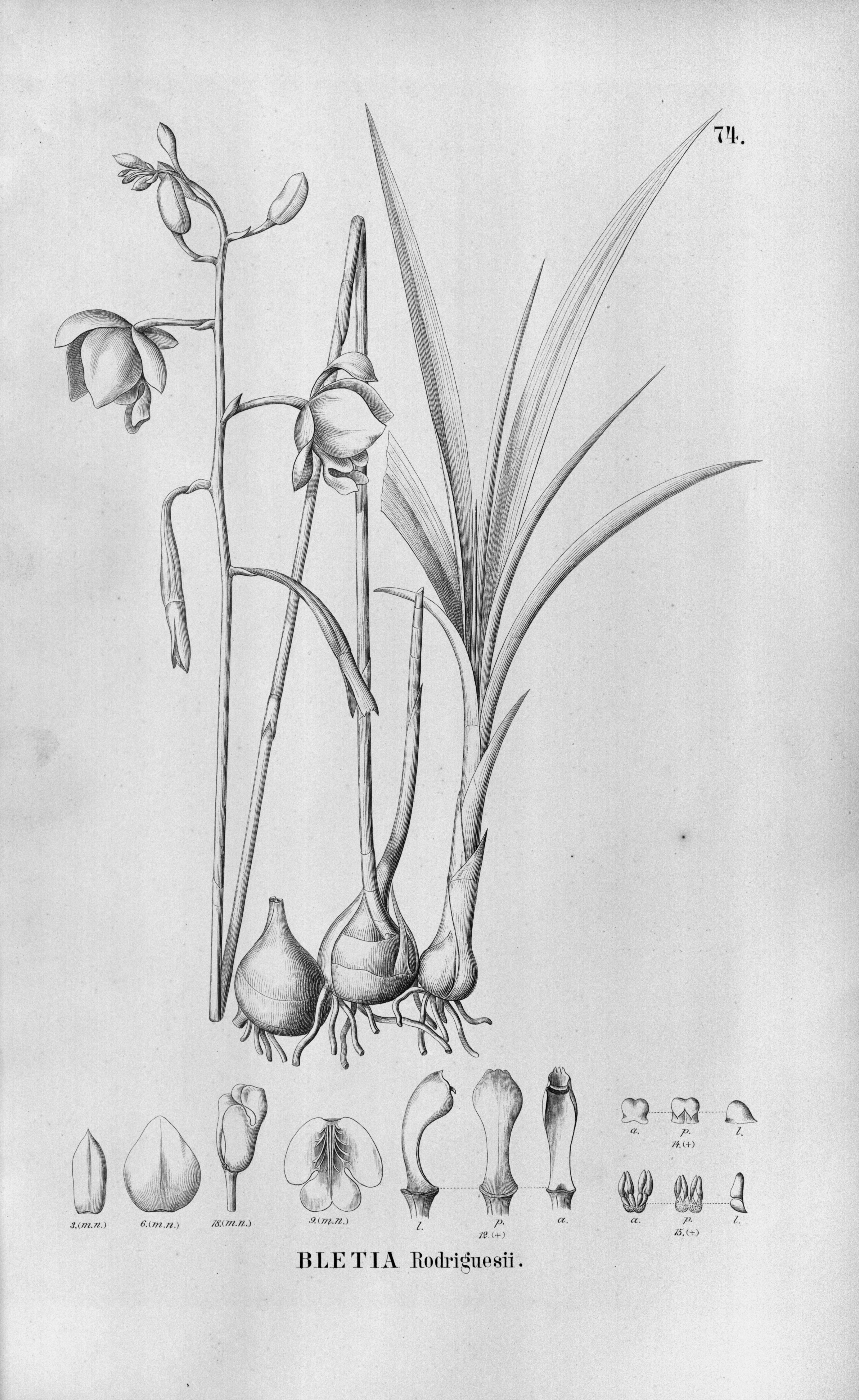